# Possonyi László
Possonyi László (Nagyvárad, 1903. május 6. – Budapest, 1987. július 17.) író, újságíró, aranydiplomás közgazdász, a VIGILIA alapító főszerkesztője, az ÚJ EMBER nyugalmazott főmunkatársa, több regény és színmű alkotója, műfordítója.

## Életpályája
Nagyváradon végezte el a középiskolát. 1921-ben Budapestre költözött. Budapesten közgazdasági diplomát szerzett. Egy ideig a Magyar Írás budapesti szerkesztője volt, majd a Korunk Szava (1931–1938) című folyóirat irodalmi és kulturális rovatát irányította, s az „ifjú katolikusok” reformköveteléseihez csatlakozott. 1935-ben Balla Borisz és Aradi Zsolt mellett ultimátumot intézett a lap főszerkesztőjéhez, Széchenyi Györgyhöz, aki nem teljesítette követelésüket. Ezért megalapították az Új Kor című folyóiratot, amely eleinte nyíltan Gömbös Gyula reformterveit támogatta, s ezért a kor vezető személyiségei is elítélően nyilatkoztak törekvéseikről. 1935-ben nagy anyagi áldozatok árán megalapította a Vigiliát, melynek 1944-ig szerkesztője volt. 1940-ben Just Bélával együtt két kiadásban is megjelentette A mai katolikus irodalom kincsesháza (1942) című gyűjteményt. 1944-ben a németek bevonulása után megszüntette lapját, és bujkálnia kellett. 1945 után az Új Ember című katolikus hetilap munkatársa lett, a Vigiliában rendszeresen jelentek meg a Színházi őrjárat című rovatban szellemes bírálatai.

### Munkássága
Pályakezdő regénye, az Üldözni fognak titeket (Budapest, 1938) a magyar neokatolicizmus komoly tehetségének ígérte. Fontos tevékenységet fejtett ki különféle gyűjtemények válogatójaként és szerkesztőjeként. Kaleidoszkóp (Budapest, 1940) címmel elbeszélésantológiát szerkesztett. Szépirodalmi művet kevesebbet írt ezekben az években, elsősorban az Új Emberben közölt színes riportokat. „Legendásított” önéletírása Tettenérés (Budapest, 1980) címmel jelent meg. Ebben némi nosztalgiával, öniróniával idézte fel hányattatott pályafutása történetét, s azokat a szellemi mozgalmakat, melyekben része volt. Átköltötte Calderon: A nagy világszínházát (1938), s néhány jó színvonalú fordítása is maradandó (Mauriac: A Frontenac-misztérium, 1934).
Temetése a Farkasréti temetőben zajlott.

## Művei
- A történeti regény (regény, 1935)
- Üldözni fognak titeket… (regény, Budapest, 1938)
- Kaleidoszkóp (elbeszélés-antológia, fordítások, Budapest, 1940)
- Az árnyék (regény, Budapest, 1940)
- XII. Pius (tanulmány, Budapest, 1941)
- Szilágyi Irma (regény, Budapest, 1942)
- Játék az apostolokról (dráma, Budapest, 1947)
- Bűnbak és áruló (Kuthy Lajos életregénye, Budapest, 1968)
- Tettenérés (önéletrajzi regény, Budapest, 1980)
- A testben való ember (Bécs, 1981)

## Műfordításai
- R. Garrold: A Fekete Szövetség (ifjúsági regény, 1930)
- F. Mauriac: A Frontenac-misztérium (regény, 1934)
- R. Schneider: Las Casas és a császár (regény, 1941)
- E. Kiel: A szeretet nagy szentje, Árpádházi Erzsébet (1970)

## Színházi munkái

### Szerzőként
- Szilágyi Irma (1943)

### Műfordítóként
- Strindberg: Húsvét (1938, 1940)
- Calderón de la Barca: A nagy világszínház (1938)
- Bourdet: Rab lélek (1946)